# Glenn Ochal
Glenn Ochal, född den 1 mars 1986 i Philadelphia, Pennsylvania, är en amerikansk roddare.
Han tog OS-brons i fyra utan styrman i samband med de olympiska roddtävlingarna 2012 i London.